# Skye

Vlajka ostrova Skye
Poměr stran: 3:5

Ostrov Skye (ve skotské gaelštině An t-Eilean Sgitheanach, ve staré severštině Skíð) je největší a nejsevernější ostrov v souostroví Vnitřní Hebridy ve Skotsku. Ve skotštině „sgiath“ znamená „okřídlený“.
V roce 2001 žilo na ostrově 9 232 obyvatel, což – na rozdíl od mnoha jiných skotských ostrovů – byl čtyřprocentní přírůstek oproti roku 1991. V polovině roku 2013 bylo na ostrově Skye registrováno již 10 008 obyvatel a růst počtu obyvatel na skotských ostrovech pokračoval i nadále. V letní sezóně se počet obyvatel výrazně zvýší o množství návštěvníků. Hlavní zaměstnání místních obyvatel je turistický ruch, výroba whisky, zemědělství a to zejména chov dobytka. Největší sídlo na ostrově je jeho správní středisko Portree, kde se nalézá malebný přístav.
Ostrov Skye je proslulý překrásnými scenériemi, památkami, divokými horami a mnoha chráněnými živočichy včetně orla, jelena a vydry.
Ostrov je spojen také s bájnou bojovnicí Scáthach, která měla cvičit hrdinu Cúchulainna, Psa z Ulsteru.

## Geografie
S rozlohou 1 700 km² je ostrov Skye druhým největším ostrovem ve Skotsku po ostrovech Lewis a Harris (které tvoří jeden ostrov). Na ostrově se nachází několik horských skupin. Na jihu ostrova se rozkládá rozeklané pohoří Cuillin, pro svůj charakter nazývané "skotské Alpy". Dvanáct vrcholů v desetikilometrovém hlavním hřebeni je vysokých přes 900 metrů, čili patří mezi tzv. munro, nejvyšší Sgurr Alasdair je vysoký 992 metrů. Pohoří je významným cílem horolezců.
Severní část ostrova – poloostrov Trotternish – je sopečného původu. Nejvyšší horou této části ostrova je 719 metrů vysoký Storr, na jehož úbočí se nalézá 55 metrů vysoká skalní věž zvaná Starý muž (The Old Man of Storr). Sopečná krajina na severu ostrova se nazývá Quiraing.
Členité pobřeží ostrova je rozčleněno množstvím zálivů, část pobřeží je obklopena strmými útesy. Mezi největší patří Loch Dunvegan a Loch Snizort.

## Památky
Vyjma velkého množství přírodních památek lze na ostrově spatřit i několik zajímavých objektů, které vytvořila lidská ruka. Mezi ně patří hrady Duntulm Castle, Dunvegan Castle, Dunsgiath Castle a Knock Castle. Na ostrově se nachází několik muzeí. Známá palírna whisky Talisker distillery, produkující jednodruhovou whisky, se nachází na západním pobřeží ostrova ve vesnici Carbost. Most Skye Bridge, spojující ostrov s pevninou byl otevřen v roce 1995. Zajímavostí jsou také početné zkamenělé otisky stop různých jurských dinosaurů, objevované ve velkém počtu na pobřeží tohoto ostrova. Objeveny tu byly také fosilie druhohorních létajících plazů ptakoještěrů.

## Doprava
Doprava na ostrov z pevninské části Skotska je možná po mostě Skye Bridge z Kyle of Lochalsh, a trajekty z Armadale na ostrově do Mallaigu a z Kylerhey do Glenelgu. Z Uigu také odjíždí trajekt na ostrov Harris a okolní ostrůvky. Do Mallaigu je možné dojet vlakem, stejně jako do Kyle of Lochalsh. Na ostrov přijíždí několik autobusových linek z Inverness a Glasgow. Na ostrově se také nachází malé letiště.
Nejvýznamnějším silničním spojem ostrova je silnice A87 spojující Skye Bridge s městem Uig a vedoucí přes Portree. Velkou měrou je zastoupena lodní doprava, kterou zajišťuje společnost Caledonian MacBrayne.

## Kultura
Folkrocková skupina Runrig byla založena v Portree a ve své tvorbě navazovala na místní hudební tradice.

## Fotogalerie

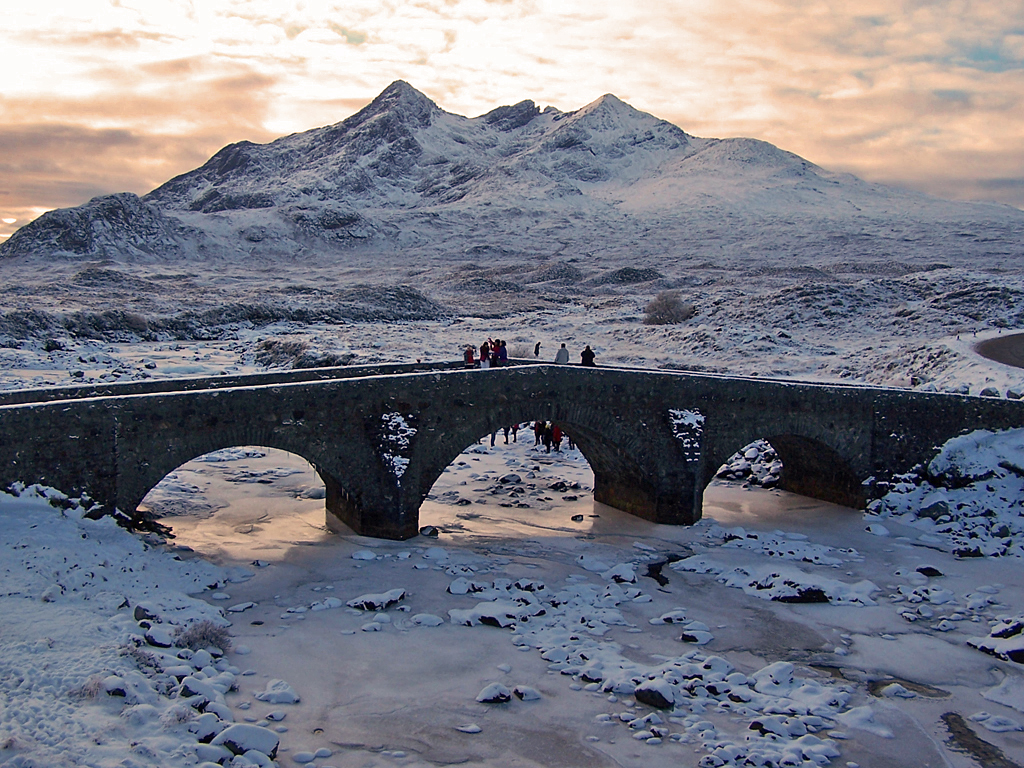
Most ve Sligachanu
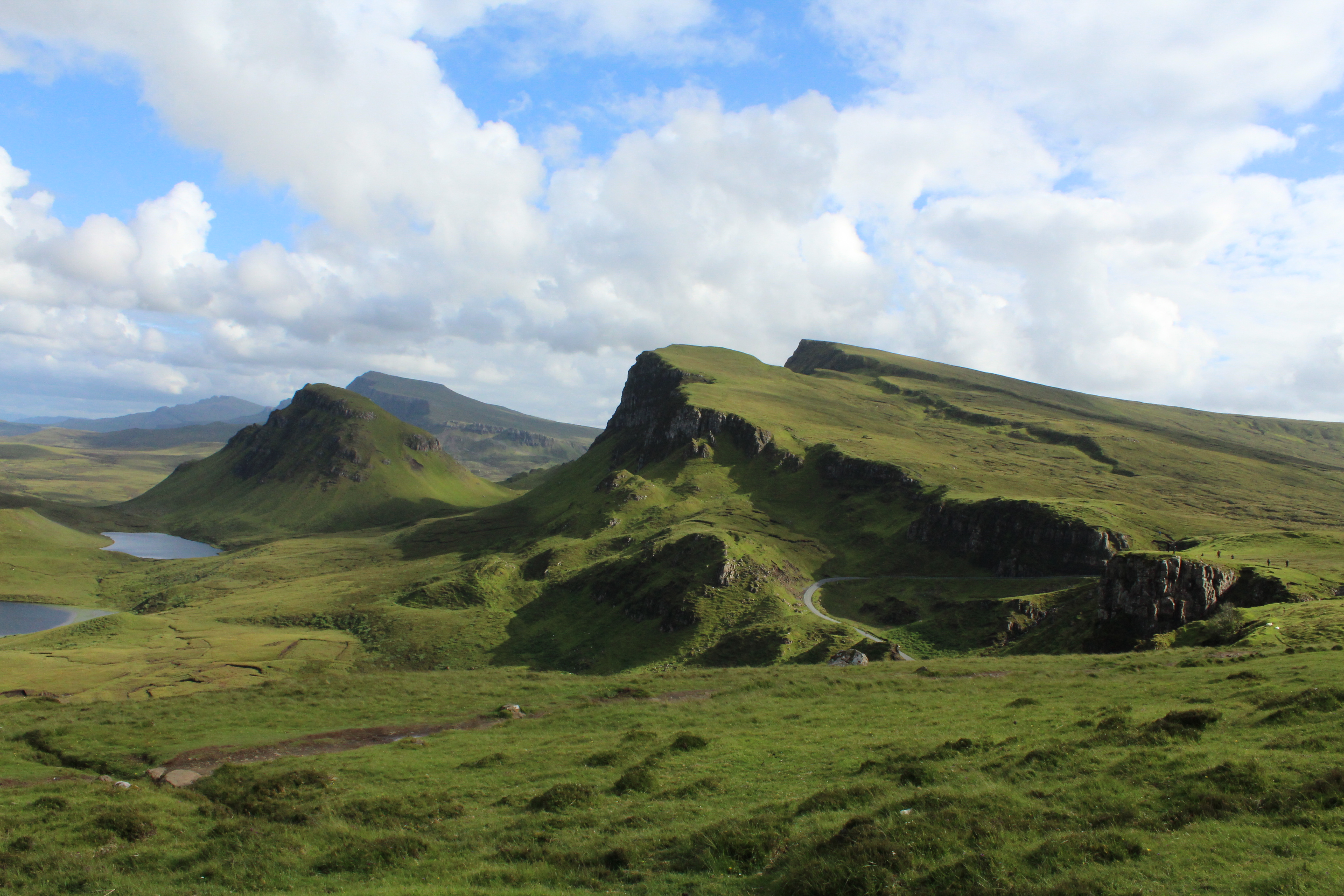
Oblast Quiraing na severu Skye
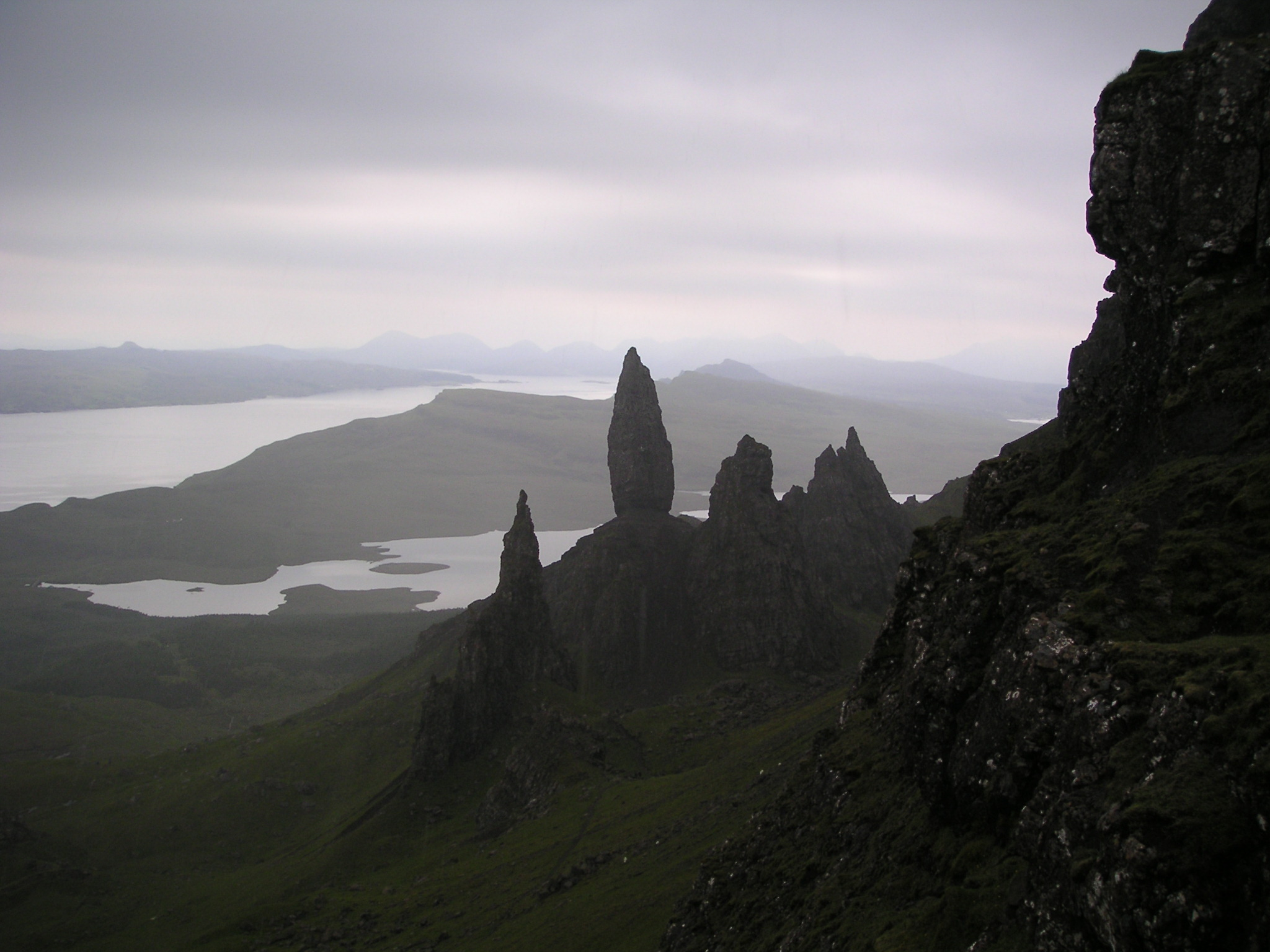
Skalní jehla The Old Man of Storr
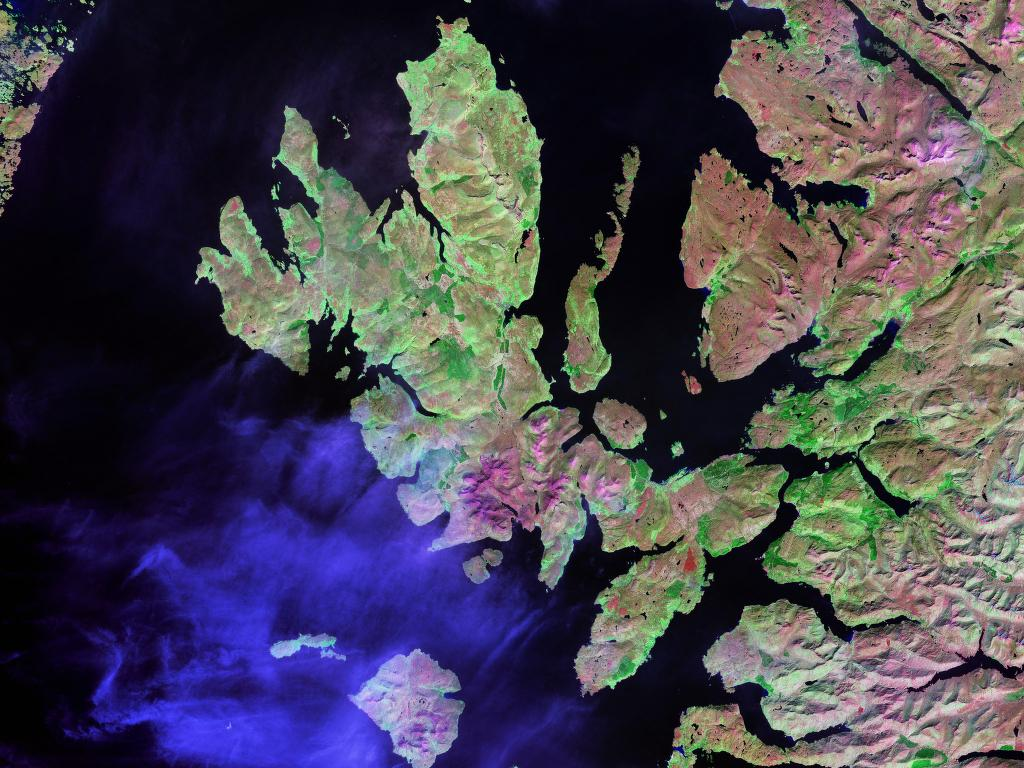
Družicový snímek ostrova Skye
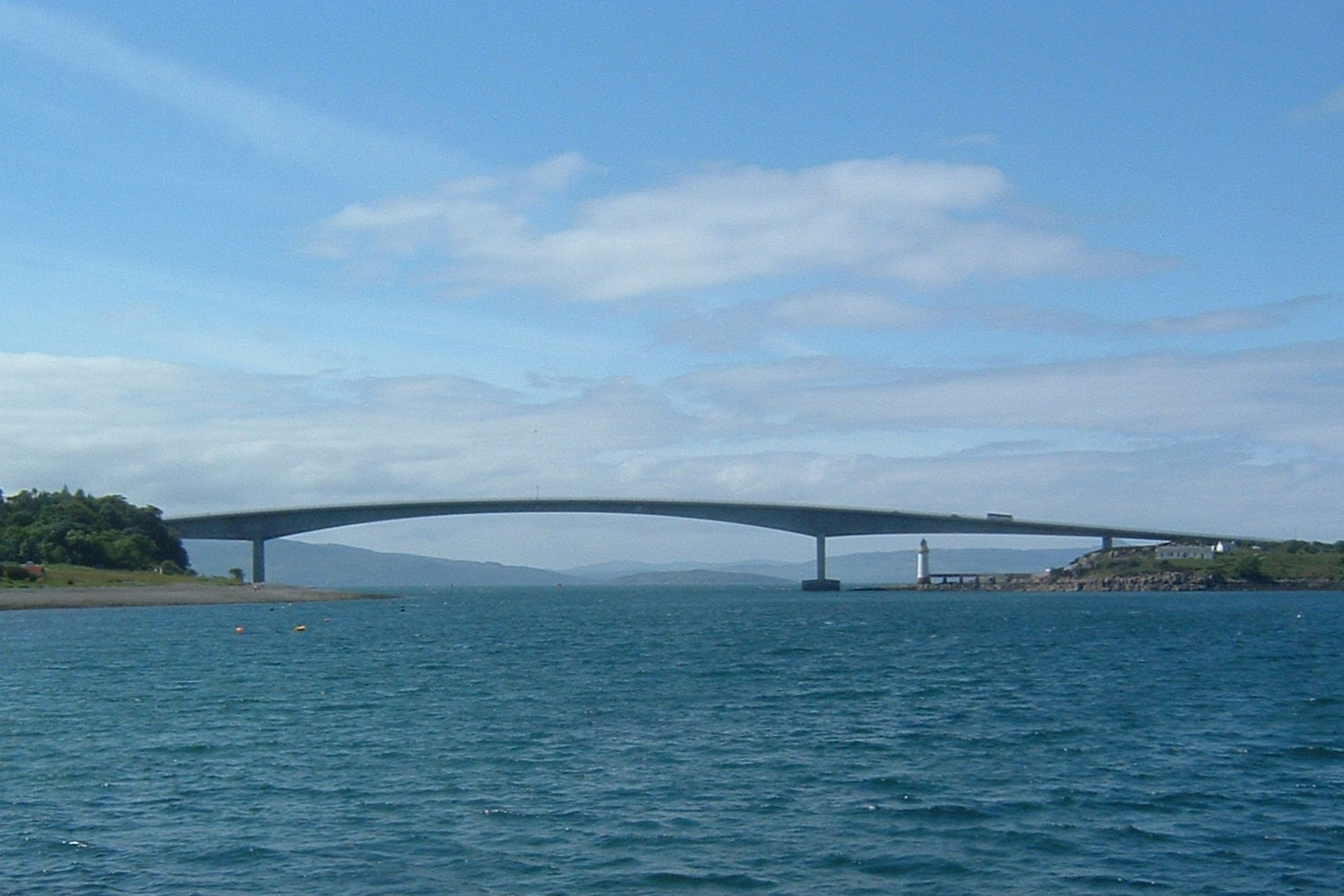
Most Skye Bridge Kyleakin – Kyle of Lochalsh
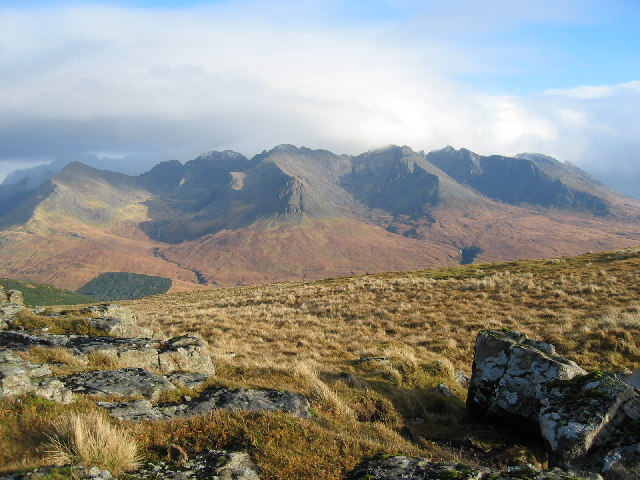
Pohled z Glen Brittle na pohoří Cuillin